# Тадеуш Шимански
Тадѐуш Шима̀нски (на полски: Tadeusz Szymański) е полски езиковед палеославист, българист и полонист, професор, дългогодишен научен работник в Института по славистика при Полската академия на науките, преподавател в Краковската педагогическа академия, член на Македонския научен институт, носител на орден „Кирил и Методий“. Един от авторите на осемтомния фундаментален труд „Праславянски речник“ (на полски: Słownik prasłowiański), организатор на международната конференция за историята на новобългарския книжовен език проведена в Полша през 1987 година.

## Трудове
- Słowotwórstwo rzeczownika w bułgarskich tekstach XVII XVIII wieku (1968)
- Deriwacja czasowników onomatopiencznych i ekspresywnych w języku bułgarskim (1977)
- Обретеновият сборник като извор на българската историческа диалектология (1983)
- Праславянски диалектизми в българската лексика (1987)
- Лексикални архаизми в Тиквешкия сборник (1988)
- Studium z bułgarskiej dialektologii hisrorycznej: z historii dialektu okolic miasta Ruse (1995)
- Tadeusz Szymański. Ze studiów nad słownictwem słowiańskim (2003)